# ハニーカムズ
ザ・ハニーカムズ（英語: The Honeycombs）は、イギリスのロックバンドである。ジョー・ミークのプロデュースの下、1964年に「ハヴ・アイ・ザ・ライト」がミリオンセラーを記録し、1965年に来日し、ライヴを行っている。バンドの中心的メンバーは、紅一点でドラムス、ボーカル担当のハニー・ラントリーである。

## オリジナル・メンバー
| 名前                                       | プロフィール                                                                                         | 担当楽器                    |
| ------------------------------------------ | --- | --------------------------- |
| デニス・デル （英語: Denis D'Ell）         | 1943年10月10日 - 2005年7月6日（61歳没） イングランド イーストエンド・オブ・ロンドン ホワイトチャペル | リード・ボーカル ハーモニカ |
| マーティン・マレイ （英語: Martin Murray） | 1941年10月7日（83歳） イングランド イーストエンド・オブ・ロンドン                                    | リズムギター                |
| アラン・ワード （英語: Alan Ward）         | 1945年12月12日（79歳） - イングランド ノッティンガム                                                 | リードギター                |
| ジョン・ラントリー （英語: John Lantree）  | 1940年8月20日（84歳） - イングランド バークシャー州 ニューベリー                                     | ベース                      |
| ハニー・ラントリー （英語: Honey Lantree） | 1943年8月28日 - 2018年12月23日（75歳没） イングランド ミドルセックス州ヘイズ                         | ドラムス ボーカル           |

## 来歴

### デビュー前
前身は、マレイがリーダーを務めていたザ・シェラトンズというバンド。ドラム担当のメンバーが脱退し、アンがドラムを担当する。シェラトンズのメンバー入れ替えにより、後のハニーカムズのオリジナル・メンバーの顔ぶれが揃う。
バンドはロンドンで活動を続け、既にイギリスのチャートトップ曲2曲をプロデュースしたジョー・ミークと出会う。
ミルドメイ・タバーンというロンドンのパブで後にハニーカムズに多数の曲を提供する作曲家デュオのケン・ハワードとアラン・ブレイクリーと出会い、ハニーカムズとコンビを組む。
そして、自宅にスタジオを構えていたミークの自宅でオーディションを行う。オーディションでバンドが演奏した曲は、後にチャートの首位を記録することになる「ハヴ・アイ・ザ・ライト」であった。

### ハヴ・アイ・ザ・ライトのヒット
1964年、ハニーカムズはパイ・レコードからシングル「ハヴ・アイ・ザ・ライト」でデビューを飾る。前述した通り、この曲は同年7月にチャートの首位を記録する。
またこの曲はイギリス以外の国でもヒットする。カナダとオーストラリアでは1位、オランダで2位、アメリカで5位を記録するバンドの世界的なヒットとなった。更に、この曲はミリオンセラーを記録する。後にバンドはドイツ語バージョンの「ハヴ・アイ・ザ・ライト」を録音し、ドイツで21位を記録。
続く「イズ・イット・ビコーズ」、「アイズ」は好セールスには達しなかった。4枚目の、同じパイ・レコードに所属していたキンクスのレイ・デイヴィス作の「サムシング・ベター・ビギニング」は39位を記録。
デビュー曲の「ハヴ・アイ・ザ・ライト」が世界中で大ヒットしたことを受け、ハニーカムズは世界ツアーを敢行した。オーストラリアや極東でライヴを行った。更に日本でもライヴを行う。この模様は後に日本のみアルバム発売されている。イギリスに戻り、その日本での思い出を歌った「ラヴ・イン・トーキョー」という曲を録音している。

### 解散
人気グループになったハニーカムズだが、デルとハニーがボーカルを担当した「ザッツ・ザ・ウェイ」がイギリスで12位を記録して以後、シングルはチャートインしていない。
そしてデル、パイ、ワードの3 人が一気に脱退し、コリン・ボイド、ロッド・バドラー、エディ・スペンスの3人が加入する。ボイド作のラスト・シングル「ザット・ラヴィング・フィーリング」を1966年に発売。
1967年2月3日、プロデューサーだったミークの猟銃自殺により、ハニーカムズは新曲のレコーディングを止め、解散に至る。

### 再結成した二つのハニーカムズ
1990年代に、ハニーカムズは再結成を果たす。
しかし、それは元リーダーのマーティン・マレイが主要メンバーのハニーカムズと、デニス・デルとピーター・パイ、ジョンとハニーのラントリー兄妹がメンバーのハニーカムズであり、結果として二つのバンドが出来てしまった。
まず前者の方は、イタリアの起業家がマレイにハニーカムズを復活させてほしいとしていた。マレイは他のメンバーと相談したが、結局全員に断られ、新たにメンバーを募集して活動を始める。2010年代に入っても活動を続けている。
一方後者の方は、残りのメンバーが集まって、新たにポール・マッカートニー率いるウイングスの「007 死ぬのは奴らだ (曲)」を録音。1994年にはデビュー30周年を記念してコンサートを行っている。

## ディスコグラフィ

### シングル
全てパイ・レコードから発売。
| 発売年 | A面                        | B面                          | 最高位 （UK） |
| ------ | -------------------------- | ---------------------------- | ------------- |
| 1964年 | Have I The Right           | Please Don't Pretend Again   | 1位           |
| 1964年 | Is It Because              | I'll Cry Tomorrow            | 38位          |
| 1964年 | Eyes                       | If You've Got To Pick A Baby | -             |
| 1965年 | Something Better Beginning | I'll See You Tomorrow        | 39位          |
| 1965年 | That's The Way             | Can't Get Through To You     | 12位          |
| 1965年 | This Year, Next Year       | Not Sleeping Too Well Lately | -             |
| 1966年 | Who Is Sylvia              | How Will I Know              | -             |
| 1966年 | It's So Hard               | I Fell In Love               | -             |
| 1966年 | That Loving Feeling        | Should A Man Cry             | -             |

### アルバム
- 1964年 - The Honeycombs
- 1965年 - All Systems - Go!